# Jaroslav Levinský
Jaroslav Levinský  (Valašské Meziříčí, 17 september 1985) is een voormalig Tsjechisch tennisser die tussen 1999 en 2010 uitkwam in het professionele tenniscircuit.
Levinský was vooral succesvol in het dubbelspel met vijf toernooioverwinningen op de ATP-tour. In 2010 verloor Levinský met partner Jekaterina Makarova de gemengd-dubbelfinale van de Australian Open tegen het duo Cara Black en Leander Paes met 5-7, 3-6.

## Palmares
| Legenda                       | Legenda               |
| ----------------------------- | --------------------- |
| Grand Slam                    |                       |
| Olympische Spelen             |                       |
| tot 2009                      | vanaf 2009            |
| Tennis Masters Cup            | ATP Finals            |
| ATP Masters Series            | ATP Tour Masters 1000 |
| ATP International Series Gold | ATP Tour 500          |
| ATP International Series      | ATP Tour 250          |

### Dubbelspel
| Nr.                           | Datum           | Toernooi           | Ondergrond    | Partner          | Tegenstanders in finale               | Score               | Details |
| ----------------------------- | --------------- | ------------------ | ------------- | ---------------- | ------------------------------------- | ------------------- | ------- |
| Gewonnen finales heren dubbel |                 |                    |               |                  |                                       |                     |         |
| 1.                            | 18 juli 2004    | ATP Amersfoort     | Gravel        | David Škoch      | José Acasuso Luis Horna               | 6-0, 2-6, 7-5       | Details |
| 2.                            | 5 februari 2006 | ATP Zagreb         | Tapijt (i)    | Michal Mertiňák  | Davide Sanguinetti Andreas Seppi      | 7-6(7), 6-1         | Details |
| 3.                            | 24 juli 2006    | ATP Umag           | Gravel        | David Škoch      | Guillermo García López Albert Portas  | 6-4, 6-4            | Details |
| 4.                            | 13 juli 2008    | ATP Gstaad         | Gravel        | Filip Polášek    | Stéphane Bohli Stanislas Wawrinka     | 3-6, 6-2, [11-9]    | Details |
| 5.                            | 19 juli 2009    | ATP Båstad         | Gravel        | Filip Polášek    | Robert Lindstedt Robin Söderling      | 1-6, 6-3, [10-7]    | Details |
| Verloren finales heren dubbel |                 |                    |               |                  |                                       |                     |         |
| 1.                            | 25 juli 2004    | ATP Umag           | Gravel        | David Škoch      | José Acasuso Flávio Saretta           | 6-4, 2-6, 4-6       | Details |
| 2.                            | 31 oktober 2004 | ATP St. Petersburg | Tapijt (i)    | Dominik Hrbatý   | Arnaud Clément Michaël Llodra         | 3-6, 2-6            | Details |
| 3.                            | 5 maart 2006    | ATP Las Vegas      | Hardcourt     | Robert Lindstedt | Bob Bryan Mike Bryan                  | 3-6, 2-6            | Details |
| 4.                            | 15 oktober 2006 | ATP Moskou         | Tapijt (i)    | František Čermák | Fabrice Santoro Nenad Zimonjić        | 1-6, 5-7            | Details |
| 5.                            | 29 oktober 2006 | ATP Lyon           | Gravel        | František Čermák | Julien Benneteau Arnaud Clément       | 2-6, 7-6(3), [7-10] | Details |
| 6.                            | 4 februari 2007 | ATP Zagreb         | Tapijt (i)    | František Čermák | Michael Kohlmann Alexander Waske      | 6-7(5), 6-4, [10-5] | Details |
| 7.                            | 6 mei 2007      | ATP München        | Gravel        | Jan Hájek        | Philipp Kohlschreiber Michail Joezjny | 1-6, 4-6            | Details |
| 8.                            | 29 juli 2007    | ATP Umag           | Gravel        | David Škoch      | Lukáš Dlouhý Michal Mertiňák          | 3-6, 2-6            | Details |
| 9.                            | 2 augustus 2009 | ATP Gstaad         | Gravel        | Filip Polášek    | Michael Lammer Marco Chiudinelli      | 5-7, 3-6            | Details |
| 10.                           | 4 oktober 2009  | ATP Kuala Lumpur   | Hardcourt (i) | Igor Koenitsyn   | Mariusz Fyrstenberg Marcin Matkowski  | 2-6, 1-6            | Details |

## Prestatietabellen
| Legenda | Legenda                          |
| ------- | -------------------------------- |
| g.t.    | geen toernooi gehouden           |
| l.c.    | lagere categorie                 |
| –       | niet deelgenomen                 |
| G       | uitgeschakeld in de groepsfase   |
| 1R      | uitgeschakeld in de eerste ronde |
| 2R      | uitgeschakeld in de tweede ronde |
| 3R      | uitgeschakeld in de derde ronde  |
| 4R      | uitgeschakeld in de vierde ronde |
| KF      | uitgeschakeld in de kwartfinale  |
| HF      | uitgeschakeld in de halve finale |
| F       | de finale verloren               |
| W       | het toernooi gewonnen            |
| w-v     | winst/verlies-balans             |

### Prestatietabel grand slam, dubbelspel
| Toernooi        | 2002 | 2004 | 2005 | 2006 | 2007 | 2008 | 2009 | 2010 |
| --------------- | ---- | ---- | ---- | ---- | ---- | ---- | ---- | ---- |
| Australian Open | –    | –    | 1R   | 1R   | 3R   | 1R   | –    | 1R   |
| Roland Garros   | –    | 1R   | 2R   | 1R   | 1R   | 1R   | 3R   | –    |
| Wimbledon       | 1R   | 1R   | 3R   | 1R   | 3R   | 1R   | 1R   | –    |
| US Open         | 2R   | 2R   | 2R   | 2R   | 1R   | 1R   | 3R   | –    |